# Idioma aranama-tamique
El aranama o tamique es una lengua indígena americana escasísimamente documentada y por tanto de clasificación dudosa hablada en la misión del Espíritu Santo de Zúñiga (Texas) y extinguida en el siglo XIX.
Del aranama es conocido solo por dos una frase de dos palabras, obtenida por Gatshet en 1884 de un hablante de tónkawa que conocía algo del aranama y del karankawa. Este hablante llamó a la lengua hanama o haname, aunque está testimoniado que otros tónkawas la llamaban chaimamé, donde se cree que la <ch> de esta forma debe interpretarse como una "j". También se sospecha que los nombres charinames, jaranames y tamammes podrían referirse a los hablantes de aranama-tamique.